# Liste der Regionalparks in Litauen
In Litauen wurden bis 2023 30 Regionalparks and 1 Landschaftsschutzgebiet und eine UNESCO-Weltkulturerbestätte eingerichtet. Sie gehören allen zur Kategorie V der IUCN Schutzgebiete.
| Name                                | Fläche (km2) | Rang des Gebiets | Rajongemeinde                                        |
| ----------------------------------- | ------------ | ---------------- | ---------------------------------------------------- |
| Regionalpark Anykščiai              | 140.80       | 10               | Anykščiai                                            |
| Regionalpark Asveja                 | 109.70       | 17               | Molėtai, Švenčionys, Vilnius                         |
| Regionalpark Aukštadvaris           | 153.50       | 7                | Trakai, Prienai, Kaišiadorys                         |
| Regionalpark Biržai                 | 140.30       | 11               | Biržai, Pasvalys                                     |
| Regionalpark Dieveniškės            | 87.94        | 23               | Šalčininkai                                          |
| Regionalpark Dubysa                 | 89.00        | 22               | Raseiniai, Kelmė                                     |
| Regionalpark Gražutė                | 242.30       | 4                | Zarasai, Ignalina                                    |
| Regionalpark Kaunasser Stausee      | 96.00        | 21               | Rajongemeinde Kaunas, Kaišiadorys, Stadt Kaunas      |
| Regionalpark Krekenava              | 86.80        | 25               | Panevėžys, Kėdainiai                                 |
| Regionalpark Kurtuvėnai             | 150.90       | 8                | Kelmė, Šiauliai                                      |
| Regionalpark Labanoras              | 553.43       | 1                | Švenčionys, Molėtai, Utena, Ignalina                 |
| Regionalpark Meteliai               | 177.29       | 6                | Lazdijai, Alytus                                     |
| Memeldelta                          | 288.70       | 3                | Šilutė                                               |
| Memelschleifenregionalpark          | 240.80       | 5                | Prienai, Birštonas, Alytus, Kaišiadorys              |
| Regionalpark Neris                  | 99.00        | 19               | Vilnius, Elektrėnai, Trakai                          |
| Regionalpark Pagramantis            | 144.20       | 9                | Tauragė, Šilalė                                      |
| Regionalpark Pajūris                | 58.70        | 26               | Rajongemeinde Klaipėda, Stadt Palanga, Stadt Klapeda |
| Regionalpark Panemunių              | 115.63       | 15               | Šakiai, Jurbarkas, Kaunas                            |
| Regionalpark Pavilniai              | 20.10        | 30               | Stadt Vilnius                                        |
| Regionalpark Rambynas               | 45.20        | 28               | Pagėgiai                                             |
| Regionalpark Salantai               | 136.30       | 13               | Kretinga, Skuodas, Plungė                            |
| Regionalpark Sartai                 | 136.50       | 12               | Rokiškis, Zarasai                                    |
| Regionalpark Sirvėta                | 86.80        | 24               | Švenčionys, Ignalina                                 |
| Regional Park Tytuvėnai             | 114.30       | 16               | Kelmė, Raseiniai                                     |
| Regionalpark Varniai                | 338.00       | 2                | Telšiai, Šilalė, Kelmė                               |
| Regionalpark Veisiejai              | 122.00       | 14               | Lazdijai                                             |
| Regionalpark Venta                  | 106.30       | 18               | Akmenė, Mažeikiai, Šiauliai                          |
| Regionalpark Verkiai                | 27.31        | 29               | Stadt Vilnius, Vilnius                               |
| Regionalpark Vištytis               | 97.00        | 20               | Vilkaviškis                                          |
| Regionalpark Žagarė                 | 49.30        | 27               | Joniškis                                             |
| Girija Landschaftsschutzgebiet      | 1.26         | 32               | Vilnius                                              |
| Kernavė UNESCO-Weltkulturerbestätte | 1.94         | 31               | Širvintos                                            |